# Wolfgang Reitherman
Wolfgang Reitherman, ibland refererad till som Woolie Reitherman, född den 26 juni 1909, död den 22 maj 1985 var en amerikansk filmregissör och animatör vid Walt Disney Productions och en av "Disney's Nine Old Men".

## Biografi

### Tidiga år
Reitherman föddes i München, men familjen emigrerade till USA när Reitherman var barn. Efter att ha gått på Pasadena Junior College och kort arbetat som tecknare för Douglas Aircraft återvände Reitherman till skolan vid Chouinard Art Institute där han tog examen 1933.
Under Andra världskriget tjänstgjorde Reitherman i USA:s arméflygvapen som transportpilot till Burma, Kina och Indien.

### Disneyanimatör
Reitherman började arbeta för Disney 1934, tillsammans med framtida Disneylegenderna Ward Kimball och Milt Kahl. De tre arbetade tillsammans på flera klassiska Disneykortfilmer, bland annat Muntra musikanter, Den stora musikfejden och Elmer elefant. 1937 arbetade Reitherman på Disneys första tecknade långfilm, Snövit och de sju dvärgarna.
Reitherman skulle arbeta med flera av Disneys långfilmer från 1940 fram till hans pensionering 1980, från Pinocchio till Micke och Molle: Vänner när det gäller. Från och med 1961 års Pongo och de 101 dalmatinerna var "Woolie" (som han kallades av sina vänner) Disneys chefsregissör över animerade filmer. Han skulle komma att regissera Pongo och de 101 dalmatinerna, Svärdet i stenen, Djungelboken, Aristocats, Robin Hood och Bernard och Bianca.  Han var dessutom producent, sekvensregissör och gjorde en cameo som sig själv i en kortfilm från 1941 som hette Den fredliga draken. Alla Reithermans tre söner - Bruce, Richard och Robert - gjorde originalrösterna för flera rollfigurer i dennes filmer, bland annat för Mowgli i Djungelboken, Christopher Robin i Filmen om Nalle Puh och Pysen i Svärdet i stenen.
Wolfgang Reitherman omkom i en singelolycka 1985 nära sin bostad i Burbank vid en ålder av 75 år. 1989 blev han postumt utnämnd till en "Disney Legend".